# Дисконтування
Дисконтування (Discounting) - 
1. Застосування коефіцієнта дисконтування або відсоткової ставки до суми капіталу або до права на такий капітал. Розрахунок ціни або поточної вартості векселя до настання строку плати шляхом зменшення його вартості з використанням поточної відсоткової ставки.
2. Використання дебіторської заборгованості (рахунків до одержання) як забезпечення при одержанні позики.
3. Коригування поточних цін в зв'язку з очікуваними змінами прибутку або з якихось інших причин згідно з очікуваними майбутніми змінами цін на товари, курсів цінних паперів та валютних курсів.

Дисконтування – основна процедура фінансових операцій, лежить в основі доходності фінансових ринків. Дисконтування є єдиною методикою, яка порівнює вартість різних об‘єктів у часі. Дисконтування приводить теперішню вартість до майбутньої і навпаки. 
Дисконтування може проводитися різними методами.
Математичними за допомогою формул та фінансових таблиць. Цей метод використовується, коли потрібна точна оцінка вартості активу. Найпоширеніша формула дисконтування: майбутня вартість активу дорівнює добутку його теперішньої вартості на одиницю плюс ставка дисконтування (FV=PV(1+i))
З іншого боку дисконтування може проводитися наближено, з використанням попереднього досвіду та експертних оцінок. Можна сказати, що, чим надійнішим є актив, чим менше обмежень у його придбанні і обігу, тим формальнішою є процедура дисконтування.
Між цими двома різними підходами існують методи, які поєднують кількісну та якісну оцінки. Якщо порівнювати із загальною кількістю операцій, то нематематичний підхід переважає, проте більша частина коштів обертається на організованих ринках, де рішення приймаються винятково на основі розрахунків.
Дисконтування вимагає прогнозів на майбутнє. У математичному підході вони виражаються у ставці дисконтування. Вона є фундаментальним питанням економічної теорії та практики фінансів і відображає у собі очікування на майбутнє. Це визначення продовжує бути вірним, попри те, що в економічній теорії відсоткова ставка називається засобом ринкових розрахунків та альтернативною вартістю, а у фінансах – це мірило видатків та доходів. В економічній теорії відсоткові ставки визначають співвідношення між поточним та майбутнім споживанням, коли рівень споживання у майбутньому залежить від поточних інвестицій у товари і послуги. Фінансисти вважають відсоткову ставку мірилом віддачі від втрати ліквідності через передачу коштів іншим особам, яка завжди пов‘язана з ризиком. Поєднати ці підходи можна узагальненням про те, що втрата ліквідності є доцільною лише тоді, коли вона принесе більший дохід у майбутньому.